# Barkass

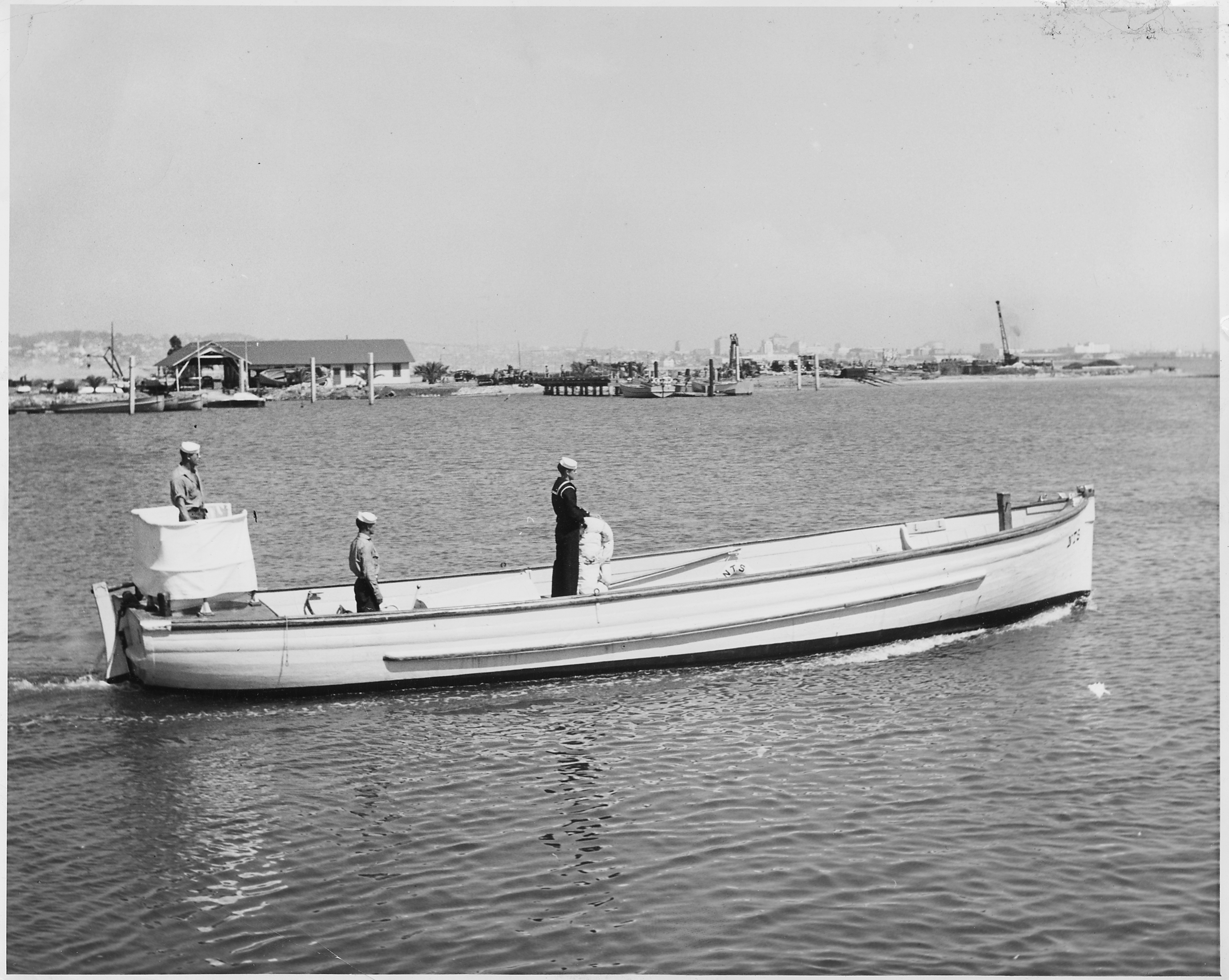
Barkass från USA:s flotta i San Diego-bukten i USA, 1940-talet

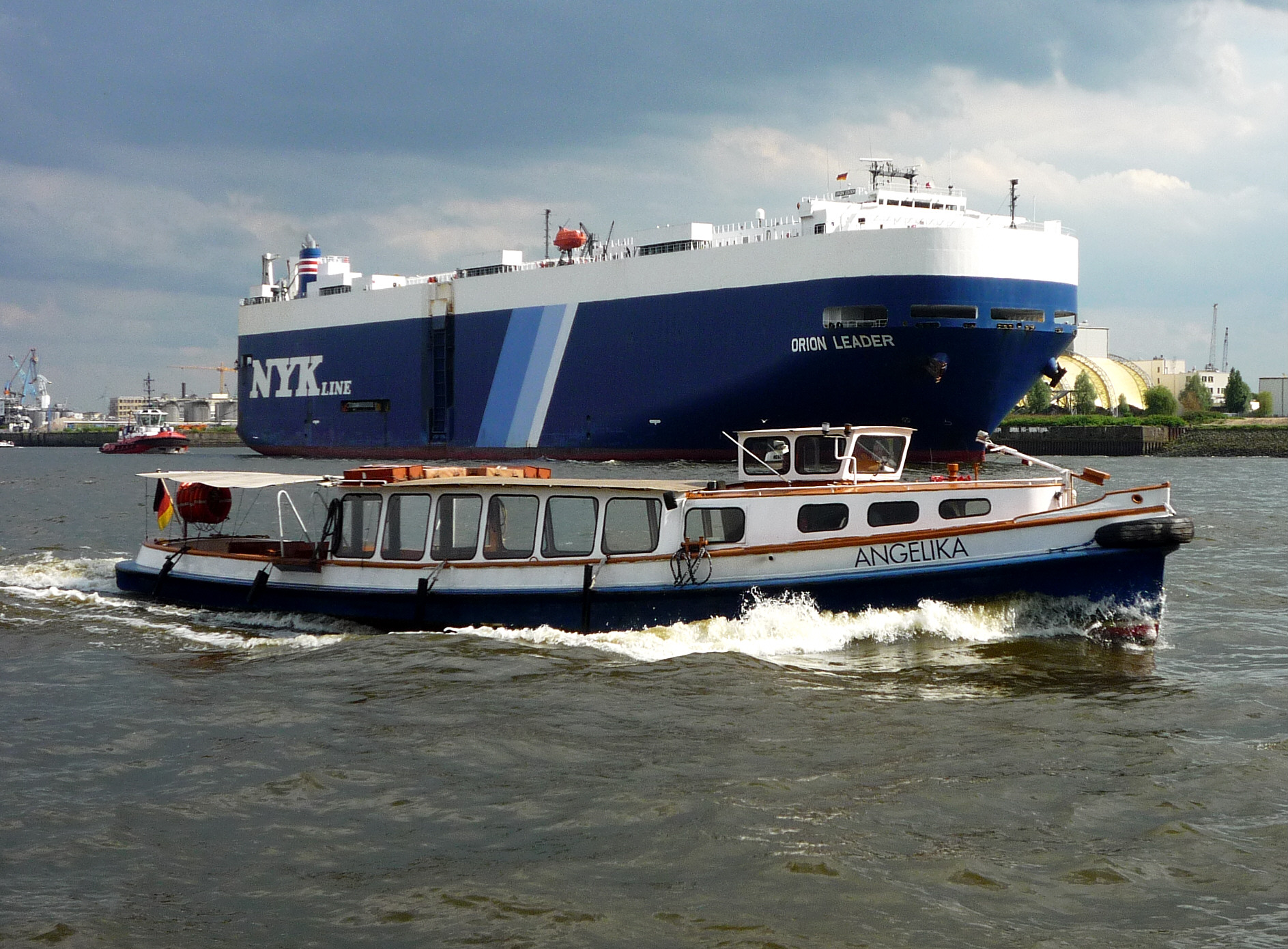
Hamnbarkassen Angelika i Hamburg, på Elbe

Barkass (från franskans barcasse och italienskans barcaccia vilket betyder stor båt) var ursprungligen den största skeppsbåten som finns ombord på ett örlogsfartyg. Äldre barkasser kunde även riggas. På handelsfartyg kallas motsvarande båt för storbåt.

## Örlogsfartyg

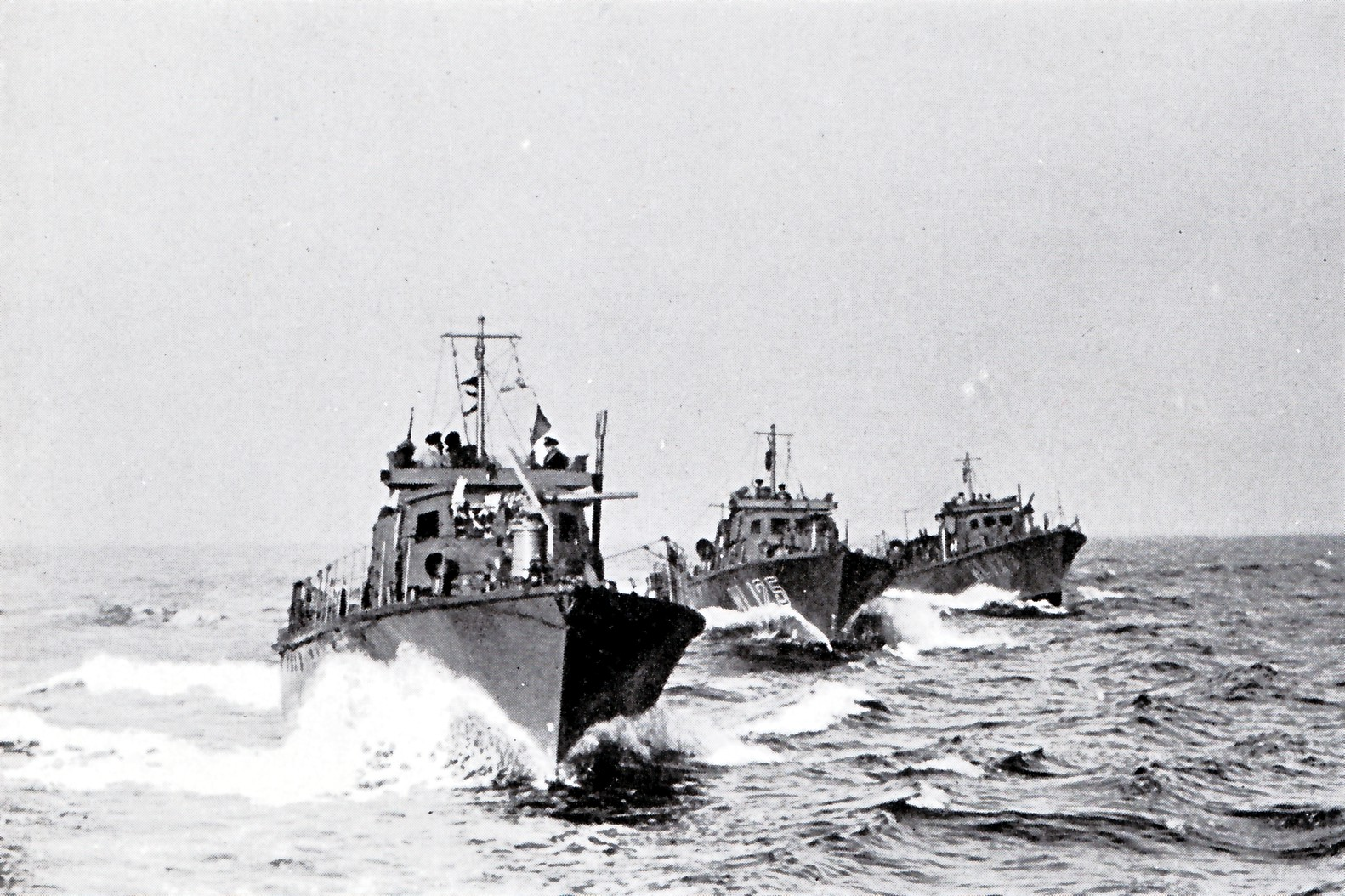
Barkasser ur Norges flotta (Utefronten) under andra världskriget, utanför Dover i Engelska kanalen

Barkass (engelska: motor launch) var en typ av mindre fartyg under första världskriget och andra världskriget i Royal Navy och andra flottor för kustnära uppdrag, till exempel ubåtsbekämpning, och hamnförsvar. Barkasserna under andra världskriget var 18-35 meter långa, och beväpnade med kanoner, kulsprutor och sjunkbomber. Royal Air Force använde denna fartygstyp för att betjäna sjöflygplan och som räddningsbåtar för besättningar på havererade flygplan. 